# Bignami (metropolitana di Milano)
Bignami è una stazione della linea M5 della metropolitana di Milano.

## Storia
I lavori per la realizzazione della prima tratta, che comprende la stazione Bignami, iniziarono nel settembre 2007. La stazione venne poi attivata, come capolinea settentrionale della linea, il 10 febbraio 2013.

## Strutture e impianti
Bignami, come tutte le altre stazioni della linea M5, è accessibile ai disabili. Rientra inoltre nell'area urbana della metropolitana milanese.
Sorge all'angolo tra viale Fulvio Testi e via Bignami, al confine fra Milano e Sesto San Giovanni, e presenta uscite solo in viale Fulvio Testi.

## Interscambi
Nelle vicinanze della stazione effettuano fermata una linea tranviaria urbana e una automobilistica interurbana, gestite entrambe da ATM.
- Fermata tram (Bignami M5, linea 31)
- Fermata autobus

## Servizi
La stazione dispone di:
- Accessibilità per portatori di disabilità motoria
- Ascensori
- Scale mobili
- Emettitrice automatica biglietti
- Servizi igienici
- Stazione video sorvegliata

## Galleria d'immagini

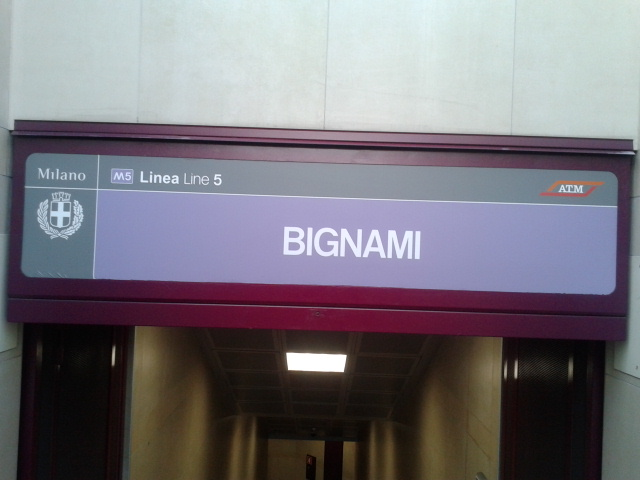
Indicazione di fermata all'ingresso della stazione